# Classe Izumo
Pour les articles homonymes, voir Izumo.
Pour les autres classes de navires du même nom, voir Classe Izumo (2013).
La classe Izumo fut la deuxième classe de croiseur cuirassé  construite au Royaume-Uni pour la Marine impériale japonaise. Elle comprenait deux unités : Izumo et Iwate.

## Conception
Les deux croiseurs de la classe Izumo ont été la seconde paire des six croiseurs cuirassés commandés auprès de chantiers navals à l'étranger après la guerre sino-japonaise de 1894-95. Dans le cadre du « Programme Six-Six » (six cuirassés et six croiseurs)  ces navires furent destinés à former l'épine dorsale de la marine impériale japonaise. 
La construction de la classe Izumo  fut effectuée par la  Armstrong Whitworth à Elswick. Le cahier des charges de la marine impériale permit de légères modifications par rapport à la conception initiale. La spécification de cette classe a été presque identique à la classe Asama ; la différence majeure se voit dans sa silhouette à trois cheminées, au lieu de deux, dans la classe précédente.

Par contre l'armement fut identique. L'artillerie principale  fut constituée de canons de 203 mm, 45 calibres, en double-tourelles en avant et arrière du navire. Les tourelles avaient  une rotation gauche-droite de 150 degrés et une élévation de 30 degrés permettant des tirs à 18 000 mètres.  

L'artillerie secondaire de canons de 152 mm, en 40 calibres, avait une portée de 9 100 mètres, et pouvait tirer cinq obus par minute (jusqu'à sept par minute pour un équipage  très qualifié).  Ils étaient aussi dotés d'un bélier de proue.

## Histoire
Les deux croiseurs de classe Izumo ont bénéficié de la plus longue durée de vie opérationnelle de tous les navires de la Marine impériale japonaise grâce aux performances du constructeur.

Les deux ont été rayés du service après la fin de la Seconde Guerre mondiale. 
- Izumo :

Izumo a participé à la guerre russo-japonaise (1904-1905) et à la Première Guerre mondiale. Le croiseur Izumo se trouvait mouillé en rade de Shanghai sur le fleuve Wang Poo en 1937 pendant la guerre sino-japonaise. Il semble avoir été le navire amiral d’une vingtaine de navires de guerre. Il tira un obus sur le croiseur américain Augusta tuant 18 marins. L’Augusta quitta Shanghaï et prit sa revanche en 1945 en étant présent lors de la reddition du Japon
Entre les deux guerres, Izumo servit comme navire-école.

Il reprit du service lors de la Seconde Guerre mondiale et participa à la guerre du Pacifique en embarquant aussi un hydravion. Il fut coulé à quai lors d'une attaque américaine sur Kure le 24 juillet 1945.
- Iwate :

Iwate  a participé à la guerre russo-japonaise et à la Première Guerre mondiale. Il servit ensuite comme navire-école.

Il reprit du service lors de la Seconde Guerre mondiale. Comme Izumo deux jiursolus ro, il fut coulé à quai lors d'une attaque américaine sur Kure le 26 juillet 1945.

## Les unités de la classe
| Nom   | Lancement         | Armement          | Chantier naval                            | Fin de carrière                          | Photo |
| ----- | ----------------- | ----------------- | ----------------------------------------- | ---------------------------------------- | ----- |
| Izumo | 19 septembre 1898 | 25 septembre 1900 | Armstrong Whitworth à Elswick Royaume-Uni | coulé le 24 juillet 1945 détruit en 1947 |       |
| Iwate | 29 mars 1900      | 18 mars 1901      | Armstrong Whitworth à Elswick Royaume-Uni | coulé le 26 juillet 1945 détruit en 1947 |       |

## Sources
- (en) Cet article est partiellement ou en totalité issu de l’article de Wikipédia en anglais intitulé « Izumo-class cruiser » (voir la liste des auteurs).